# M67 (granada)
A M67 é uma granada de mão de fragmentação usada pelas forças armadas dos Estados Unidos. A M67 é um desenvolvimento adicional da granada M33, em si um substituto para as granadas da série M26 usadas durante a Guerra da Coréia e a do Vietnã, e para a mais antiga Mk 2 usada desde a Segunda Guerra Mundial.

## Operadores
- Argentina: Usada na Guerra das Malvinas pelas forças argentinas.[1]
- Austrália: Temporariamente usada pela Força de Defesa Australiana após um incidente de segurança com a granada F1 produzida internamente em 2007.[2]
- Canadá: Usada pelas forças canadenses; designada como a granada C-13 e produzida internamente pela divisão canadense da General Dynamics.[3]
- El Salvador: Exército, força aérea e marinha
- Malásia
- Malta: Usada pelas Forças Armadas de Malta
- Nova Zelândia: Exército
- Nicarágua: Forças armadas
- Filipinas: Usada pelas Forças Armadas das Filipinas e Força de Ação Especial da Polícia Nacional das Filipinas.
- Arábia Saudita: Forças armadas.[4]
- Turquia: Usada pelas Forças Armadas da Turquia.[5]
- Estados Unidos: Granada de mão de fragmentação primária das Forças Armadas dos Estados Unidos desde 1968.
- Ucrânia: 7500 unidades doadas pelo Governo do Canadá devido à Guerra Russo-Ucraniana.[6]